# Карл Фредерік Альберт Крістенсен
Карл Фредерік Альберт Крістенсен (дан. Carl Frederik Albert Christensen або дан. Carl Christensen, 16 січня 1872 — 24 листопада 1942) — данський ботанік.

## Біографія
Карл Фредерік Альберт Крістенсен народився 16 січня 1872 року.
Крістенсен отримав диплом в області природної історії у Копенгагенському університеті під керівництвом професора Йоганнеса Еугеніуса Вармінга. Карл Фредерік Альберт був викладачем у школі в Копенгагені, а з 1920 до 1933 року він був куратором Ботанічного музею Ботанічного саду Копенгагенського університету. Крістенсен зробив значний внесок у ботаніку, описавши багато видів рослин.
Карл Фредерік Альберт Крістенсен помер у Копенгагені 24 листопада 1942 року.

## Наукова діяльність
Карл Фредерік Альберт Крістенсен спеціалізувався на папоротеподібних та на насіннєвих рослинах.

## Окремі публікації
- Christensen, Carl (1905–1906) Index Filicum. 744 s. Index Filicum Supplementum I–III (1913-17). Begge dele blev genoptryk 1973 af Koeltz Antiquariat.
- Christensen, Carl (1918) Naturforskeren Pehr Forsskål, hans rejse til Ægypten og Arabien 1761-63 og hans botaniske arbejder og samlinger med 40 hidtil utrykte breve og dokumenter og et portræt. 172 s.
- Christensen, Carl (1924–1926) Den danske botaniks historie med tilhørende Bibliografi. København, H. Hagerups Forlag. Tre bind. 680 s.